# 翟璋
翟璋，又作翟章，五代十国后唐、后晋将领。
翟璋好勇多力，当时人把他看作大虫，称他是“虎痴”。后唐天成初年，自邺都马步军都指挥使领平州刺史，后改为复州防御使。天成三年（928年）三月，转任新州威塞军两使留后。天成四年（929年）五月，正授威塞軍節度使。长兴元年（930年）二月，加检校太保，入朝为右领军卫上将军，转任左羽林统军。清泰年间，再领新州。石敬瑭建立后晋，割让新州属契丹。契丹大军回国，石敬瑭派翟璋在管内摊派犒宴之资，需要有十万缗，山后贫困，民不堪命。开始契丹用好话抚慰翟璋，翟璋以为必会南归，委派翟璋平叛奚、围云州，都有功劳，于是契丹留下他不放回。翟璋郁郁不得志，染上疾病，不治而亡。